# ایوانگه (بوینیک)
ایوانگه (به صربی: Ivanje) یک منطقهٔ مسکونی در صربستان است که در بوینیک واقع شده‌است. ایوانگه ۸۸ نفر جمعیت دارد.